# Preska pri Dobrniču
Preska pri Dobrniču je naselje v občini Trebnje.
Preska pri Dobrniču je gručasto naselje na jugozahodnem robu Dobrniške uvale, deloma pa se zaradi varnosti pred poplavami naselje nahaja tudi na dvignjeni terasi ob cesti Dobrnič – Žužemberk. Njive so v Hrastovcu, Zglavnicah, Dobravah in Paki, na njih pa gojijo predvsem pšenico, krompir in koruzo. V bližini vasi sta kraški jami Kramarjeva rupa in Črna jamica, med NOB pa so bile tod pogoste borbe z okupatorjem.